# Nordlig barrskogsbrokvecklare
Nordlig barrskogsbrokvecklare (Phiaris heinrichana) är en fjärilsart som först beskrevs av Mcdunnough 1927.  Nordlig barrskogsbrokvecklare ingår i släktet Phiaris, och familjen vecklare. Enligt den svenska rödlistan är arten nära hotad i Sverige. Arten förekommer i Nedre Norrland och Övre Norrland. Artens livsmiljö är skogslandskap, fjäll.